# Liste der Seen in Estland
Die Liste gibt einen Überblick über die wichtigsten Seen (estnisch järv) in Estland.

## Die größten Seen in Estland
| #   | Name             | Bemerkungen/Alternativname | Größe (ha) | größte Tiefe (m) | durchschn. Tiefe (m) | Umfang (km) |
| --- | ---------------- | -------------------------- | ---------- | ---------------- | -------------------- | ----------- |
| 1.  | Peipussee        | 1570 km² in Estland        | 351144.9   | 17.6             | 8.0                  | 788,4       |
| 2.  | Võrtsjärv        |                            | 26901.5    | 6.0              | 2.8                  | 130,8       |
| 3.  | Narva Stausee    | 40 km² in Estland          | 10226.8    | 9.0              | 1.9                  | 209,4       |
| 4.  | Ülemiste         |                            | 940.9      | 4.2              | 2.5                  | 15,2        |
| 5.  | Saad-See         |                            | 724.5      | 25.0             | 8.0                  | 19,3        |
| 6.  | Vagula           |                            | 602.8      | 11.5             | 5.3                  | 17,8        |
| 7.  | Suurlaht         | Bucht                      | 531.0      | 2.1              | 1.2                  | 16,1        |
| 8.  | Veisjärv         |                            | 481.1      | 4.0              | 1.3                  | 9,0         |
| 9.  | Ermistu-See      |                            | 456.2      | 2.9              | 1.3                  | 19,5        |
| 10. | Paunküla Stausee |                            | 415.8      | 8.7              | 3.4                  | 25,5        |
| 11. | Mullutu laht     | Bucht                      | 412.7      | 1.7              | 0.9                  | 19,5        |
| 12. | Kuremaa-See      |                            | 399.6      | 13.8             | 5.9                  | 11,2        |
| 13. | Karu-See         |                            | 345.6      | 5.5              | 1.6                  | 12,2        |
| 14. | Kahala-See       |                            | 345.6      | 2.8              | 0.9                  | 8,7         |
| 15. | Tõhela-See       |                            | 338.5      | 1.5              | 1.3                  | 12,0        |
| 16. | Püha-See         |                            | 290.7      | 8.5              | 4.3                  | 16,3        |
| 17. | 2. Narva-Stausee | künstlicher Stausee        | 290.6      |                  |                      | 9,3         |
| 18. | Endla-See        |                            | 285.9      | 2.4              | 1.5                  | 28,0        |
| 19. | Koosa-See        |                            | 282.7      | 1.9              | 1.2                  | 7,7         |
| 20. | Soodla Stausee   |                            | 262.8      | 13.0             | 3.2                  | 26,5        |
| 21. | Kaiavere-See     |                            | 248.0      | 5.0              | 2.8                  | 8,4         |
| 22. | Aheru-See        |                            | 232.5      | 4.5              | 3.7                  | 10,1        |
| 23. | Undu Bucht       |                            | 226.9      |                  |                      | 16,7        |
| 24. | Tamula-See       |                            | 208.9      | 7.5              | 4.2                  | 6,4         |
| 25. | Hino-See         |                            | 207.1      | 10.4             | 3.1                  | 11,5        |
| 26. | Sutlepa meri     |                            | 203.3      | 1.5              | 1.2                  | 11,8        |
| 27. | Kalli-See        |                            | 198.7      | 1.4              | 1.1                  | 11,6        |
| 28. | Raku-See         |                            | 196.9      | 12.0             | 7.0                  | 15,0        |
| 29. | Lavassaare-See   |                            | 196.0      | 1.0              | 0.7                  | 7,1         |
| 30. | Õisu-See         |                            | 193.7      | 4.3              | 2.8                  | 6,9         |

## Alphabetische Liste aller Seen in Estland

### A

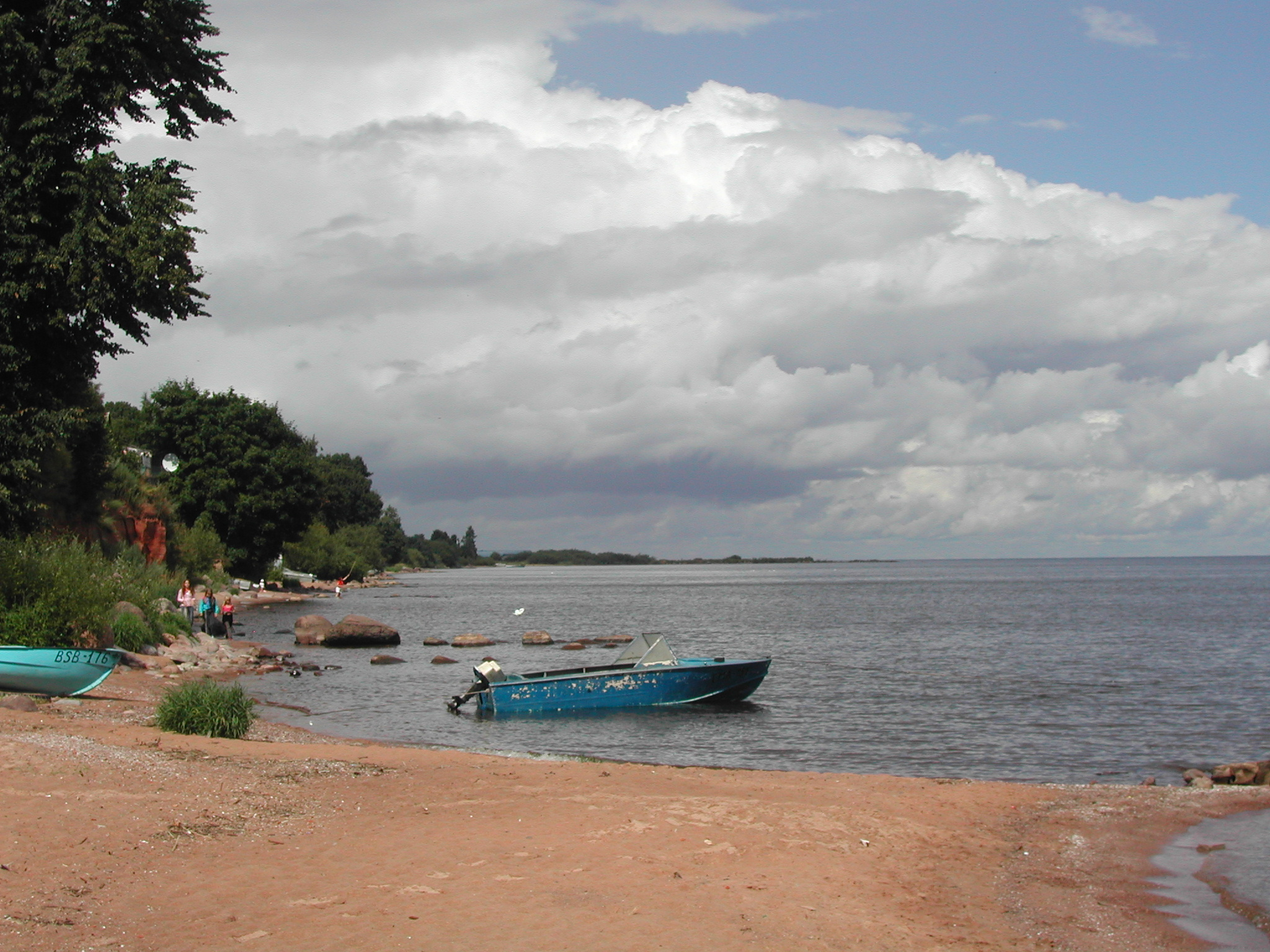
Kallaste am Peipsi järv (Peipus-See).

Aabra
- Aastajärv
- Aastejärv
- Adriska
- Ähijärv
- Agali 
- Aheru
- Ahijärv
- Ahvenajärv 
- Aknajärv 
- Akste 
- Alatskivi 
- Alopi 
- Arbi
- Arojärv
- Auksi

### E
Engli
- Erastvere
- Ermistu

### H
Haanja õverjärv 
- Harku 
- Hilba
- Hino
- Holvandi Kivijärv
- Hüüdru

### I
Illi
- Imatu

### J

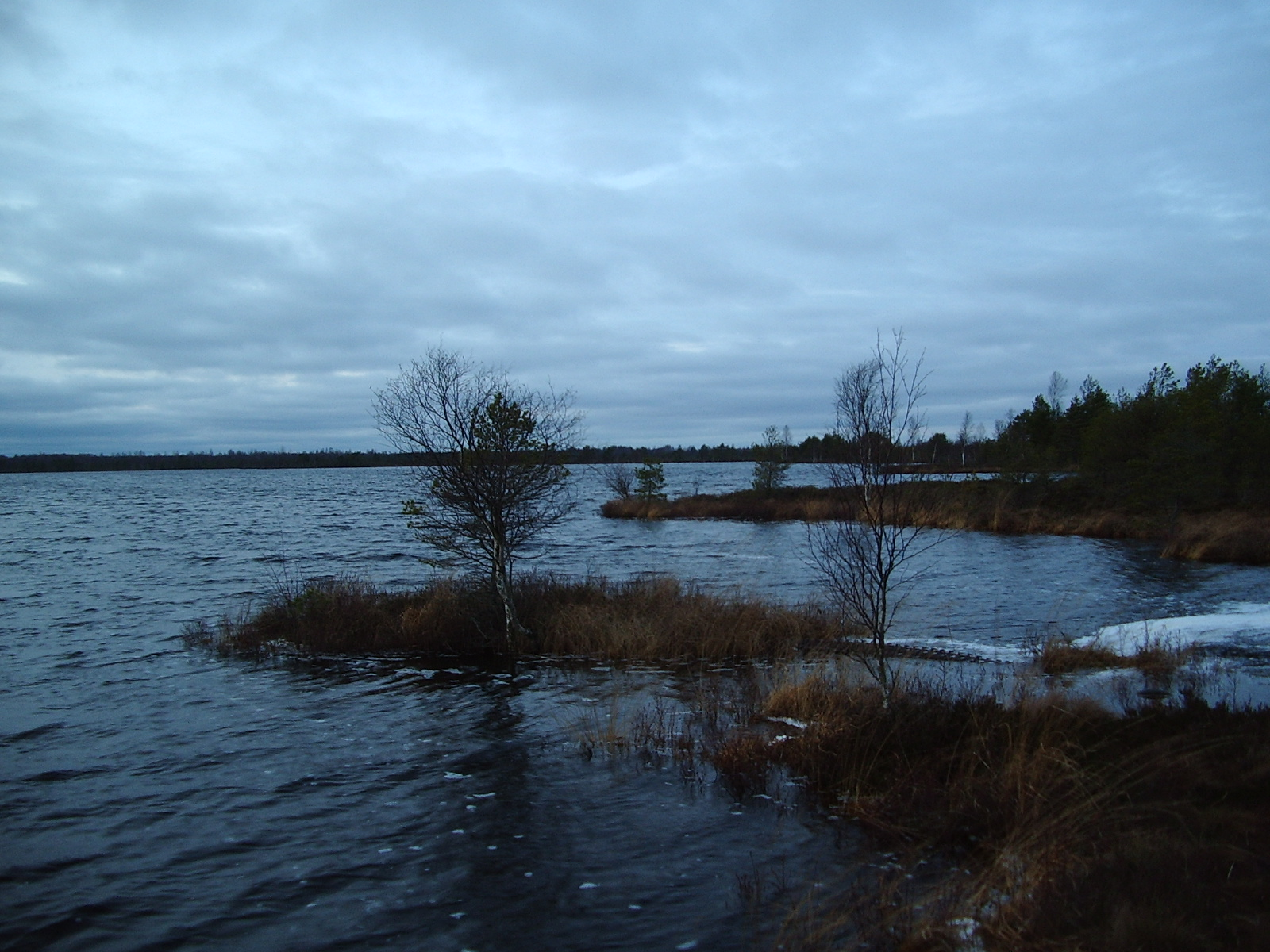
Der Pikkjärv auf der Insel Saaremaa.

Jaala
- Jõksi
- Jänukjärv
- Järvemäe 
- Järvepää

### K
Kahrila 
- Kajumeri 
- Kalijärv
- Kalli 
- Karjatse meri 
- Kanariku
- Karijärv 
- Karsna 
- Kasaritsa verijärv
- Kastjärv
- Kauru 
- Kavadi 
- Keeri
- Kiidjärv 
- Kikkajärv 
- Kirikumäe 
- Kisejärv 
- Klooga
- Konsu järv 
- Kose Valgjärv 
- Koosa 
- Kubija 
- Kurgjärv 
- Kõnnu Pikkjärv 
- Kärnjärv 
- Käsmu
- Küti

### L
Laho 
- Lasva 
- Lavassaare
- Leevaku paisjärv 
- Leigo
- Lohja 
- Loosu 
- Luigetiik
- Lõõdla 
- Lämmijärv 
- Lüübnitsa umbjärv

### M

Blick auf den Viljandi-See.

Maardu 
- Maksameri 
- Meelva
- Mehikoorma Umbjärv 
- Mullutu laht 
- Murati 
- Männiku 
- Möldri meri
- Mõrtsuka

### N
Narva veehoidla
- Neitsijärv
- Niinsaare 
- Noodasjärv
- Nootjärv
- Nüpli

### P
Pabra
- Paide Tehisjärv
- Paidra 
- Palojärv
- Palojüri
- Pannjärv 
- Pappjärv 
- Paukjärv
- Peipsi (Peipussee)
- Pesujärv 
- Pihkva
- Piirakajärv
- Pikkjärv
- Pillejärv
- Pilkuse
- Plaani Külajärv 
- Porkuni 
- Prossa
- Pullijärv 
- Põrmujärv 
- Pühajärv

### R
Raku
- Raigastvere
- Ratasjärv
- Ratva 
- Rõuge Liinjärv 
- Rõuge Suurjärv 
- Rõuge Valgjärv 
- Räpina paisjärv
- Rääkjärv
- Räätsma

### S

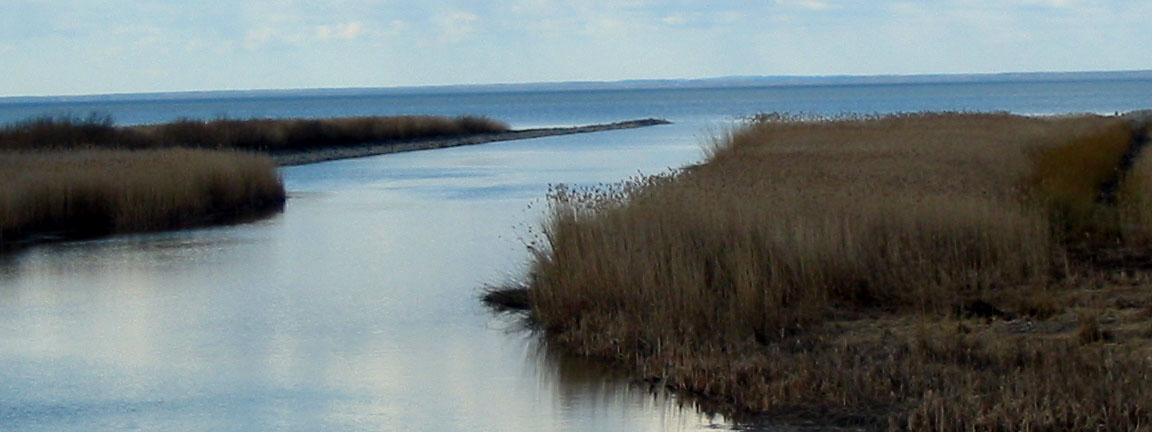
Der Emajõgi (Embach) bei seiner Mündung in den Võrtsjärv (Wirz-See).

Saadjärv
- Selgjärv
- Šnelli tiik
- Soitsjärv
- Sutlepa meri 
- Suur Pehmejärv 
- Suurlaht
- Sõmerpalu paisjärv
- Suur-Kirkajärv

### T
Tabina 
- Tamula
- Tihu
- Tooma
- Tudu

### U
Ubajärv
- Ülemiste
- Üvajärv 
- Uhtjärv
- Uljaste

### V

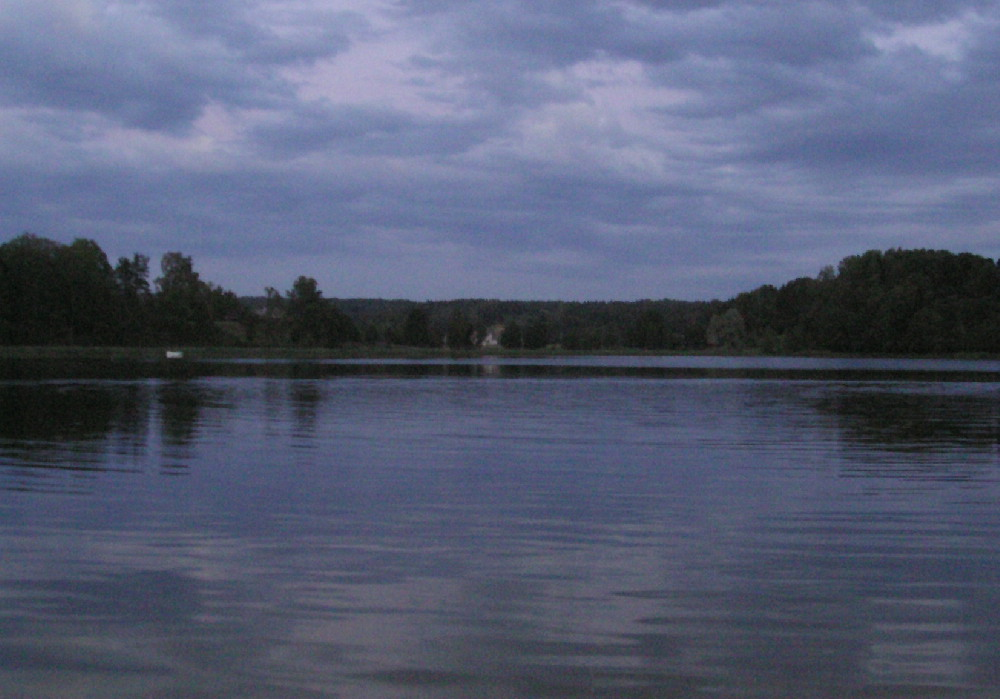
Der Rõuge Suurjärv in Südestland.

Vagula
- Vaikne 
- Vanamõisa 
- Vaskna
- Veisjärv
- Verevi 
- Viitina
- Viitina Alajärv 
- Viitna 
- Viljandi
- Vissi 
- Võngjärv 
- Võrtsjärv 
- Vähajärv
- Väike Karujärv 
- Väimela Alajärv 
- Väimela Mäejärv 
- Väinjärv 
- Vällamäe 
- Vöölameri